# Ralph Hill (Politiker)
Ralph Hill (* 12. Oktober 1827 im Trumbull County, Ohio; † 20. August 1899 in Indianapolis, Indiana) war ein US-amerikanischer Politiker. Zwischen 1865 und 1867 vertrat er den Bundesstaat Indiana im US-Repräsentantenhaus.

## Werdegang
Ralph Hill besuchte die öffentlichen Schulen seiner Heimat und danach die Kinsman Academy sowie das Grand River Academy in Austinburg. Von 1846 bis 1850 arbeitete Hill als Lehrer. Nach einem anschließenden Jurastudium an der New York State and National Law School in Ballston (New York) und seiner 1851 erfolgten Zulassung als Rechtsanwalt begann er in Albany in diesem Beruf zu praktizieren. Noch im gleichen Jahr kehrte er nach Ohio zurück, wo er in Jefferson als Jurist arbeitete. In dieser Zeit gründete er in Austinburg eine Schule. Im August 1852 verlegte Hill seinen Wohnsitz und seine Kanzlei nach Columbus in Indiana.
Politisch war Hill Mitglied der Republikanischen Partei. Bei den Kongresswahlen des Jahres 1864 wurde er im dritten Wahlbezirk von Indiana in das US-Repräsentantenhaus in Washington, D.C. gewählt, wo er am 4. März 1865 die Nachfolge von Henry W. Harrington antrat. Da er im Jahr 1866 auf eine erneute Kandidatur verzichtete, konnte er bis zum 3. März 1867 nur eine  Legislaturperiode im Kongress absolvieren. Während dieser Zeit endete der Bürgerkrieg. Danach erlebte Hill als Kongressabgeordneter die heftigen Auseinandersetzungen zwischen seiner Partei und dem neuen Präsidenten Andrew Johnson um die Rekonstruktionspolitik. Während seiner Zeit als Kongressabgeordneter wurde im Jahr 1865 der 13. Verfassungszusatz ratifiziert.
Zwischen 1869 und 1875 leitete Ralph Hill die Steuerbehörde im dritten Finanzbezirk von Indiana.  Ansonsten praktizierte er wieder als Anwalt. Seit 1879 lebte er in Indianapolis, wo er am 20. August 1899 verstarb.